# Горлозен
Горлозен (нем. Gorlosen) — община в Германии, в земле Мекленбург-Передняя Померания.
Входит в состав района Людвигслуст. Подчиняется управлению Грабов.  Население составляет 515 человек (на 31 декабря 2010 года). Занимает площадь 53,02 км².
Коммуна подразделяется на 5 сельских округов.